# Коул, Джей
Джерме́йн Лама́р Коул (англ. Jermaine Lamar Cole), более известный под псевдонимом Джей Коул (англ. J. Cole) — американский хип-хоп-исполнитель, музыкальный продюсер и баскетболист. Основатель лейбла Dreamville Records. Лауреат премии «Грэмми». Все 6 студийных альбомов артиста получили платиновый сертификат.
Широкую известность получил после выхода дебютного микстейпа The Come Up. Затем он выпускает еще два микстейпа: The Warm Up и Friday Night Lights.
Дебютный студийный альбом Коула Cole World: The Sideline Story дебютировал на вершине хит-парада Billboard 200, впоследствии получив платиновый сертификат.
Следующие два проекта артиста, а именно: Born Sinner и 2014 Forest Hills Drive были встречены положительными отзывами музыкальных критиков, а позже оба альбома стали платиновыми. Вдобавок, на 58-й церемонии вручения наград «Грэмми», 2014 Forest Hills Drive был номинирован в категории Best Rap Album («Лучший рэп-альбом»), а также стал первым за последние 25 лет рэп-альбомом, который удостоился платиновой сертификации без гостевых куплетов в альбоме.
9 декабря 2016 Коул обнародовал свой четвёртый студийный альбом под названием 4 Your Eyez Only, а 20 апреля 2018 он представил пятый студийный альбом KOD.
14 мая 2021 года J. Cole выпустил шестой студийный альбом The Off-Season.

## Юность
Джермейн Коул родился 28 января 1985 на военной базе Соединённых Штатов Америки во Франкфурте, Германия. Отец Джермейна являлся афроамериканским солдатом США, в то время как мать была белой немкой, работающей почтальоном в почтовой службе США. У Коула есть брат, Зак. Впоследствии отец Джермейна ушёл из семьи, что побудило мать Коула уехать с детьми в Фейетвилл, Северную Каролину. В юности Джермейн увлекался музыкой и баскетболом. В 12 лет он начал читать рэп, а через какое-то время его мать купила ему на Рождество музыкальный семплер ASR-X. Коул учился в Terry Sanford High School в Фейетвилле и выпустился оттуда в 2003 году. После окончания школы поступил в St. John’s University, которую затем окончил с отличием. В юности Коул работал продавцом газет, инкассатором и сотрудником архива.

## Музыкальная карьера

### 1999—2009: Начало карьеры и первый микстейп
Воодушевленный творчеством Наса (Nas), Тупака (2Pac) и Эминема (Eminem), Коул вместе со своим двоюродным братом начинает работу над созданием рифм, игрой слов, а также совершенствованием интерпретаций повествований в текстах. В 14 лет он заводит блокнот, в который записывает многообразные идеи для своих наработок. Затем его мать покупает ему одну из первых программированных драм-машин Roland TR-808, на которой юный Джермейн нарабатывает навыки производства музыки. В последующие три года он публикует свои песни на различных интернет-форумах под ником Blaza и Therapist.
По прошествии времени он наполняет компакт-диск своими минусами, после чего собирается и отправляется в студию Джей-Зи (Jay Z), в надежде, что уроженец Нью-Йорка примет его наработки. Коул, в ожидании решения, прождал у студии Roc the Mic порядка 3-х часов, однако получил отрицательный вердикт. Впоследствии отверженные минуса он использует для создания своего первого микстейпа The Come Up.

### 2009—2010: Микстейпы и контракт с Roc Nation

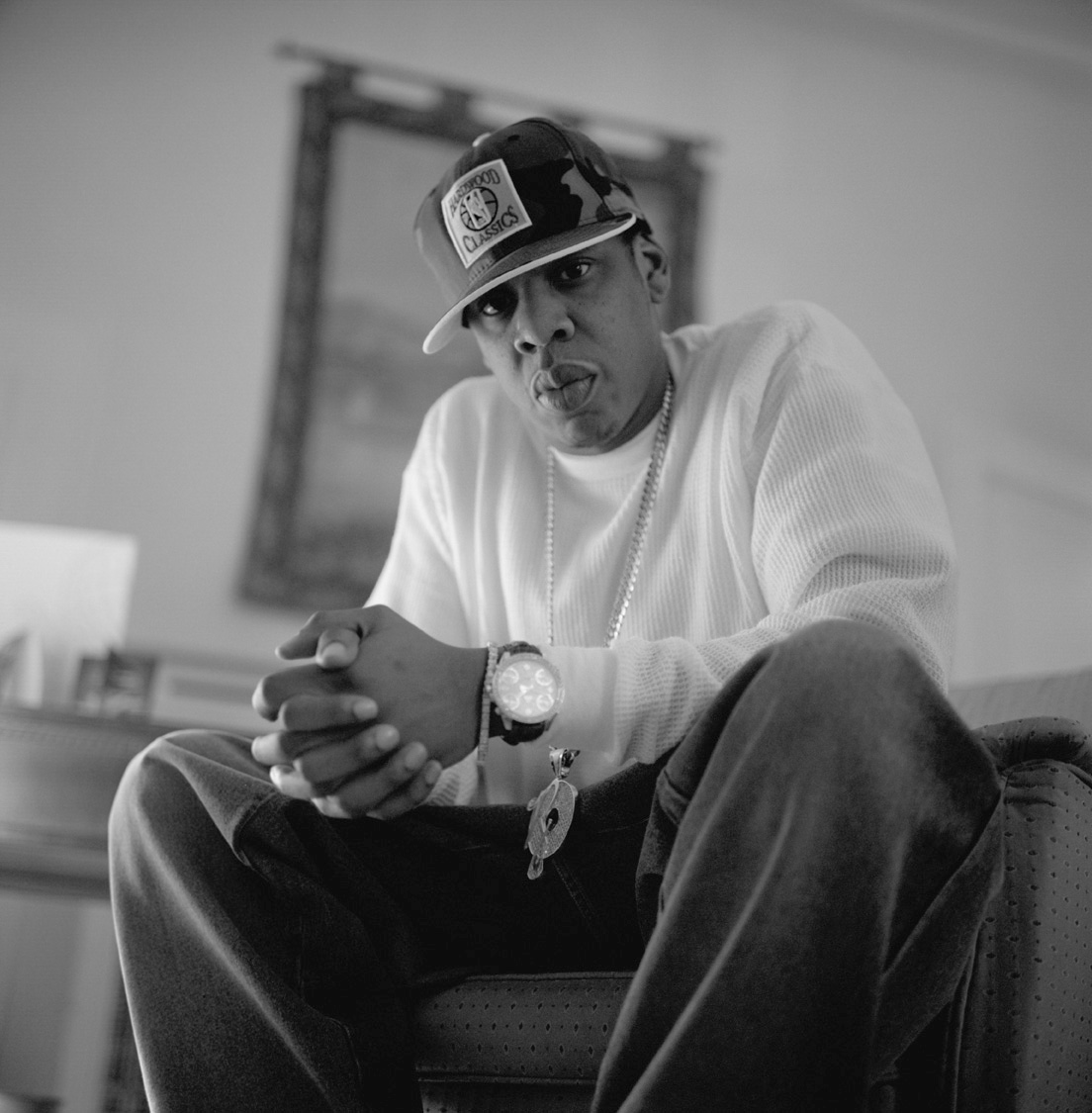
Несмотря на то, что в первый раз Джей-Зи отклонил материал юного Коула, в 2009 он подпишет его на свой лейбл

Летом 2009 Коул публикует свой второй микстейп — The Warm Up. После, Джей-Зи приглашает Коула принять участие в его одиннадцатом студийном альбоме The Blueprint 3 на треке A Star Is Born. Помимо всего прочего, Коул появляется в качестве гостя в дебютном студийном альбоме Уэйла (Wale) Attention Deficit. Также он вместе со своими товарищами в лице Джея Электроника (Jay Electronica) и Моса Дифа (Mos Def) оказывается на треке Just Begun второго студийного альбома хип-хоп дуэта Reflection Eternal.
В начале 2010 ежеквартальный журнал Beyond Race помещает Коула на 49 позицию в списке 50 Great Breakthrough Artists («50 величайших прорывных артиста»), а журнал XXL включает его в ежегодный список Top Ten Freshmen («10 самых примечательных новичков»). Весной он исполнил новую композицию Who Dat, а позже выпустил её в качестве сингла. В придачу он появляется с гостевым куплетом на дебютном сингле артиста Мигеля (Miguel) All I Want Is You, а также в четвёртом студийном альбоме Диджея Каледа (DJ Khaled) Victory. Известно, что Коул являлся гострайтером четвёртого сингла Coming Home из альбома Last Train to Paris рэпера Пи Дидди (P. Diddy). Осенью того же года он выпускает свой третий микстейп под названием Friday Night Lights. На микстейпе содержатся куплеты от таких исполнителей, как Дрэйк (Drake), Канье Уэст (Kanye West), Пуша Ти (Pusha T) и прочих; большую часть альбома Коул продюсировал самостоятельно.

### 2010—2011:Cole World: The Sideline Story
В январе 2011 Коул отправился в тур Дрэйка Light Dreams and Nightmares UK в роли «открывателя шоу». Весной того же года он продюсирует первый сингл Кендрика Ламара (Kendrick Lamar) HiiiPoWeR, а летом выпускает первый сингл Work Out из предстоящего дебютного альбома. Над технической стадией трека работал сам Коул, позаимствовав семплы с сингла Канье Уэста The New Workout Plan и песни Полы Абдул (Paula Abdul) Straight Up. Позже сингл Work Out стал хитом, возглавив главные музыкальные чарты.
31 июля он анонсировал Any Given Sunday — выпуск еженедельной бесплатной музыки, которое подобно G.O.O.D. Fridays («Божественным пятницам») Канье Уэста (Канье Уэст в поддержку своего пятого студийного альбома My Beautiful Dark Twisted Fantasy еженедельно публиковал новые бесплатные треки). 22 августа он представил обложку к грядущему альбому, а неделю спустя опубликовал трек-лист. Пребывая в Барбадосе, Коул выступил на разогреве концерта Рианны (Rihanna), а также записал музыкальный видеоклип Can’t Get Enough. Дебютный студийный альбом Cole World: The Sideline Story вышел в свет 27 сентября 2011, стартовав на вершине хит-парада Billboard 200, а также продав в первую неделю около 220 тысяч цифровых копий. В начале декабря, спустя около 3-х месяцев после выхода альбома, Cole World: The Sideline Story получил золотую сертификацию RIAA. 7 февраля 2012 был обнародован последний, финальный сингл из альбома, содержащий хуки и мосты от Мисси Эллиотт (Missy Elliott), Nobody’s Perfect.

### 2011—2013:Born Sinnerи серияTruly Yours
Осенью 2011 во время интервью утреннего шоу Hot 106’s Rise & Grind Коул известил слушателей о начале работы над вторым студийным альбомом, который, по словам артиста, он надеется опубликовать летом 2012. 6, 7 и 8 ноября, на крупнейших аренах Великобритании, Коул выступил на «разогреве» у британского хип-хоп исполнителя Тайни Темпа (Tinie Tempah). Джей был номинирован в категории Best New Artist («Лучший новый артист») по версии «Грэмми», однако в итоге проиграл американской инди-фолк группе Bon Iver.
24 февраля 2012 Коул принял участие в матче знаменитостей НБА (англ. NBA All-Star Celebrity Game), выступая за команду Востока. По случаю знаменательной даты — двух миллионов подписчиков в Твиттере — он опубликовал новый трек Grew Up Fast. Весной, выступая на родине, в Фейетвилле, Северной Каролине, Джей презентовал новый трек Visionz of Home.
14 мая Джей проинформировал, что работает над совместным альбомом с Кендриком Ламаром. 26 июля, после продолжительного молчания, в Твиттере, он выложил новую песню The Cure, в которой намекает на выход второго альбома. 20 октября, во время живого выступления, он сообщил, что его второй альбом выйдет после релиза good kid, m.A.A.d city — второго студийного альбома Ламара. В начале декабря 2016 калифорнийский хип-хоп исполнитель Ab-Soul в интервью The Breakfast Club проинформировал, что совместный альбом Ламара и Коула действительно существует.
13 ноября 2012 Коул выпустил первый «подогревающий» сингл из грядущего альбома Miss America. Для продвижения альбома, в середине декабря он выпустил мини-альбом (EP) Truly Yours, состоящий из треков, не вошедших в финальную версию второго сольного альбома. 14 февраля 2013 он публикует второй сингл из альбома под названием Power Trip. Изначально Джей рассчитывал выпустить Born Sinner зимой 2013, однако, в связи с проблемами в производстве, пластинка была перенесена на лето. В конце апреля он выпустил вторую часть EP Truly Yours, состоящую из 6 треков. Официальной датой релиза студийного альбома было 25 июня, однако после того, как Канье Уэст объявил, что его седьмой студийный альбом Yeezus выйдет на неделю раньше, Коул перенес дату выхода своего альбома на один день с выходом альбома Канье, комментируя: «Это искусство. Я не могу конкурировать с Канье в плане известности, но я могу дать слушателям право выбора». В первую неделю продаж Born Sinner купило около 300 тысяч копий, что по некоторым данным лишь на 30 тысяч меньше продаж Yeezus. Пластинка дебютировала на втором месте чарта Billboard. К 19 сентябрю альбом был продан в 600 тысяч цифровых копий. Впоследствии Коул опубликовал ещё три сингла в поддержку альбома: Crooked Smile, Forbidden Fruit и She Knows.

### 2014—2017:2014 Forest Hills Driveи4 Your Eyez Only
Осенью 2014 Коул, в ответ на скандальную гибель Майкла Брауна в Фергусоне, выпускает трек Be Free. Тремя днями позднее он посещает город, чтобы встретиться с протестующими и активистами, которые взбунтовались после полицейского произвола. 16 ноября он анонсировал, что 9 декабря выйдет его третий студийный альбом 2014 Forest Hills Drive. Джей заявил, что альбом не будет включать вводные синглы и будет иметь небольшую рекламную кампанию, но тем не менее вышли четыре сингла: Apparently, Wet Dreamz, No Role Modelz и Love Yourz. Альбом возглавил Billboard 200, а также был продан в 353 тысячи копий в первую неделю продаж. Также он анонсировал зимний тур в поддержку альбома. Весной следующего года 2014 Forest Hills Drive стал первым хип-хоп альбомом с 1990 года, который получил платиновый статус без единого гостя на пластинке. Позднее на музыкальной церемонии Billboard Music Awards 2015 Коул победил в номинации Top Rap Album («Лучший рэп-альбом»), а позже был номинирован на «Грэмми» в категориях Best Rap Album («Лучший рэп-альбом»), Best Rap Performance («Лучшее рэп-исполнение») и Best R&B Performance («Лучшее ар-н-би выступление»).
15 декабря 2015 HBO выпустило документальную серию фильмов J. Cole: Road to Homecoming, состоящую из 5 эпизодов и в которой, помимо Коула, приняли участие Кендрик Ламар, Уэйл, Рианна, Пуша Ти, Биг Шон (Big Sean), Джей-Зи и Дрэйк.
Летом 2016 Диджей Калед опубликовал свой девятый студийный альбом Major Key. Гостями альбома выступили известные исполнители, вроде Кендрика Ламара, Ники Минаж (Nicki Minaj), Наса, среди которых был и Коул. На треке Jermaine’s Interlude он прочитал: Said all I could say, now I play with thoughts of retirement («Сказал все, что мог сказать, отныне я выступаю с мыслями о пенсии»). Данная строчка вызвала волнение среди поклонников Джея за его дальнейшую музыкальную карьеру.
1 декабря 2016 он опубликовал обложку и трек-лист своего четвёртого студийного альбома 4 Your Eyez Only. Пластинка вышла 9 декабря 2016.

### 2018 — настоящее время:KOD, Dreamville
16 апреля 2018 года Коул неожиданно объявил, что Нью-Йорке и Лондоне специально для своих фанатов он проведёт бесплатное предварительное прослушивание его предстоящего альбома KOD. 20 апреля состоялась премьера пятого студийного альбома исполнителя под названием KOD. Единственным «гостем» в альбоме стало альтер эго музыканта под именем Kill Edward. В мае 2018 он поехал в тур посвящённый альбому, в котором его помощниками стали Ян Таг, Джейден и Earthgang. В декабре 2018 года он стал гостем на треке из альбома 21 Savage под названием «a lot». 2 февраля вышел клип на этот трек, режиссёром стал Айсултан Сеитов. Клип на композицию набрал почти 150 млн просмотров, также данная композиция была номинантом на различные музыкальные премии. 24 января 2019 года вышла композиция «Middle Child», в которой Джермейн рассуждает о том, что он как бы застрял между двух поколений Старой и Новой школой хип-хопа. 25 февраля вышел клип. 20 марта стало известно, что Коул станет исполнительным продюсером на ближайшем альбоме Young Thug.
29 августа 2019 года в сети появился трейлер фильма J. Cole «Out of Omaha». J. Cole знакомит нас с опытом чернокожих не только через свою музыку. Рэпер также очень часто рассказывает истории других людей.
В августе 2020 года баскетбольный клуб «Детройт Пистонс» через свой твиттер сделал предложение J. Cole пройти просмотр в качестве потенциального игрока команды. За несколько дней до этого Джермейн выложил в сеть серию видео, где активно занимается в спортзале и работает над броском с тренером. Таким образом рэпер решил воплотить мечту детства и стать профессиональным игроком НБА.

## Влияние

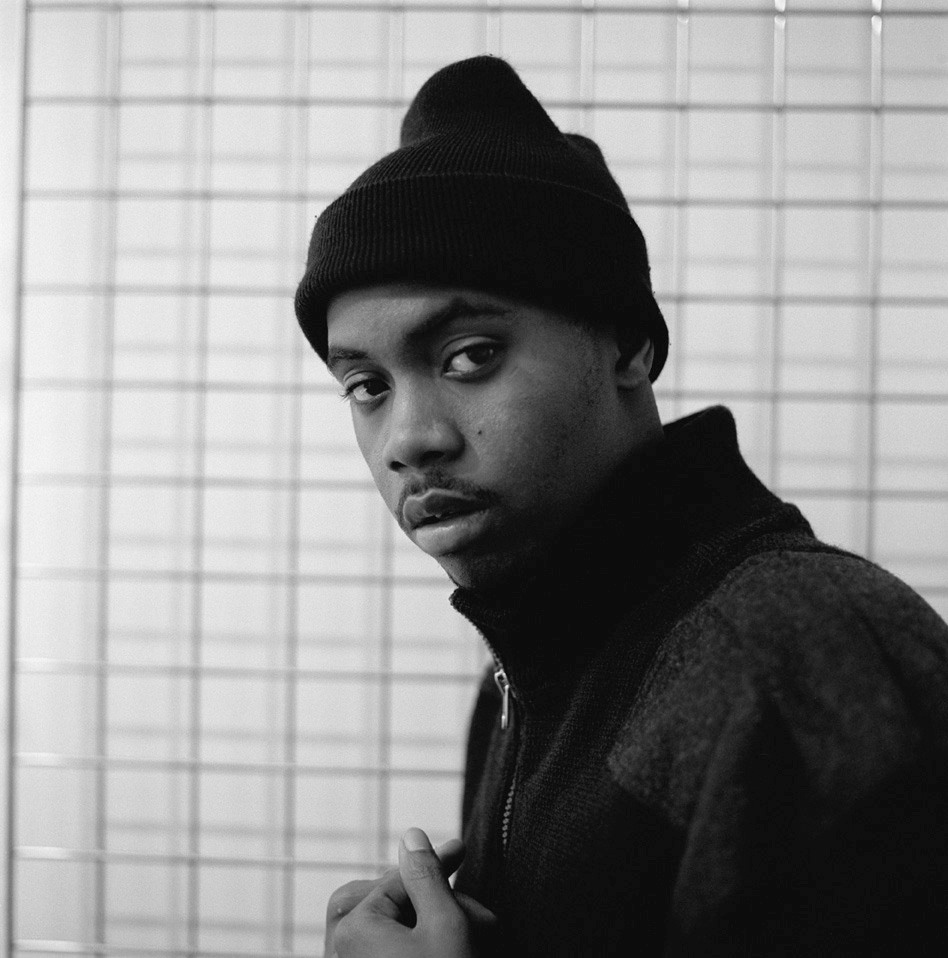
Нас

Тупак Шакур, Нас, Джей-Зи и Эминем — это те артисты, на которых часто ссылается Коул, обсуждая вопрос о влиянии других хип-хоп исполнителей на его стиль. В интервью журналисту Стиву Лоубелу, Коул заявил: «Джей-Зи являлся моим наставником ещё до того, как я заключил контракт с Roc Nation. Я учился, наблюдая за ним… Я хотел поехать с ним в тур и украсть у него его мемуары. Ты должен каждый раз учиться у величайших. Так что Джей был моим ментором ещё до того, как я заключил с ним сделку. И теперь, когда я являюсь артистом его лейбла, я могу обратиться за советом к человеку, который в этом деле уже порядка 20 лет. Это самое настоящее благословение. Это бесценно».
Говоря о том, кто является его любимым рэпером, Коул изрёк: «Мой любимый хип-хоп исполнитель — Тупак Шакур. Он был моим любимцем ещё до того, как я начал читать рэп. Помню, как мой отчим пришёл домой с первым альбомом Пака, помню, как он слушал песню Brenda’s Got A Baby. Я был слишком молод, чтобы понимать, о каких серьезных вещах повествует Пак. Но мне это нравилось, потому что это было настоящее искусство, это была правда».
После выхода третьего микстейпа Friday Night Lights, Джей сообщил, что основным источником вдохновения для создания микстейпа послужил Нас. В 2014, в интервью Энджи Мартинез, Коул заявил, что Тупак, Бигги Смолс (The Notorious B.I.G.), Нас и Джей-Зи входят в его персональный топ-4 любимых артистов. Вдобавок он отметил, что Эминем и Андре 3000 (André 3000) делят между собой пятое место.

## Личная жизнь
В январе 2016, в интервью Райану Куглеру, Коул признался, что женат. Познакомившись в юности, в St. John’s University, они долгое время встречались. Сейчас его жена, Мелисса Хиэлт, является исполнительным директором Dreamville Foundation. Пара воспитывает двух сыновей.

## Дискография

#### Студийные альбомы
- Cole World: The Sideline Story (2011)
- Born Sinner (2013)
- 2014 Forest Hills Drive (2014)
- 4 Your Eyez Only (2016)
- KOD (2018)
- The Off-Season (2021)

Сборники
- Revenge of the Dreamers (2014)
- Revenge of the Dreamers II (2015)
- Revenge of the Dreamers III (2019)
- D-Day: A Gangsta Grillz Mixtape (2022)

Микстейпы
- The Come Up (2007)
- The Warm Up (2009)
- Friday Night Lights (2010)
- Might Delete Later (2024)

Мини-альбомы
- Truly Yours (2013)
- Truly Yours 2 (2013)
- Lewis Street (2020)

Концертные альбомы
- Forest Hills Drive: Live From Fayetteville, NC (2016)

## Концертные туры
- Cole World… World Tour (2011)
- What Dreams May Come Tour (2013-14)
- Dollar & A Dream Tour (2013)
- Dollar & A Dream Tour 2014: The Warm Up (2014)
- Forest Hills Drive Tour (2015)
- Dollar & A Dream Tour III: Friday Night Lights (2015)
- 4 Your Eyez Only World Tour (2017)
- KOD Tour (2018)
- The Off-Season Tour (с 21 Savage) (2021)

Совместные туры
- The Campus Consciousness Tour (с Big K.R.I.T.) (2012)
- Revenge of the Dreamers NYC Crawl (с Dreamville) (2015)
- The Off-Season Tour (с 21 Savage) (2021)
- It's All A Blur Tour - Big As the What? (С Drake) (2024)

Выступления на концертах
- Jay-Z Fall Tour (Jay Z) (2009)
- Attention Deficit Tour (Wale) (2009)
- Loud Tour (Rihanna) (2011)
- Club Paradise Tour (Drake) (2012)
- Rapture Tour (Eminem) (2014)

## Фильмография
| Кино и телевидение | Кино и телевидение             | Кино и телевидение |
| ------------------ | ------------------------------ | ------------------ |
| Год                | Название                       | Роль               |
| 2015               | J. Cole: Road to Homecoming    | Камео              |
| 2015               | Forest Hills Drive: Homecoming | Камео              |
| 2016               | Eyez                           | Камео              |
| 2017               | J. Cole: 4 Your Eyez Only      | Камео              |
| 2017               | Raising Bertie                 | Исп. продюсер      |